# 白鹡鸰
白鹡鸰（学名：Motacilla alba），是一种鹡鸰科鹡鸰属的一种小型鸟类，該物種主要分布於古北界的大部分歐洲、亞洲地區以及部分北非地區；在阿拉斯加西部也有少量繁殖。牠在棲息範圍內的溫暖地區定居，但在其他地方會遷徙至非洲。總共有9至11個M. alba的亞種；在愛爾蘭與大不列顛，黑背的亞種被稱為斑鶺鴒 "pied wagtail" （M. a. yarrellii）。
白鶺鴒是一種食蟲的鳥類，通常棲息於接近人類活動的開闊地區，尤其靠近水源。 牠喜歡在裸露的地方覓食，以便能看見並追捕獵物。在城市中，牠已經適應在如停車場等鋪設區域覓食。牠的巢穴常建在石牆縫隙或類似的天然及人工結構中。
白鶺鴒是拉脫維亞的國鳥，並曾出現在多國的郵票上。 根據IUCN的分類，牠被列為「無危」物種。

## 分類與系統學

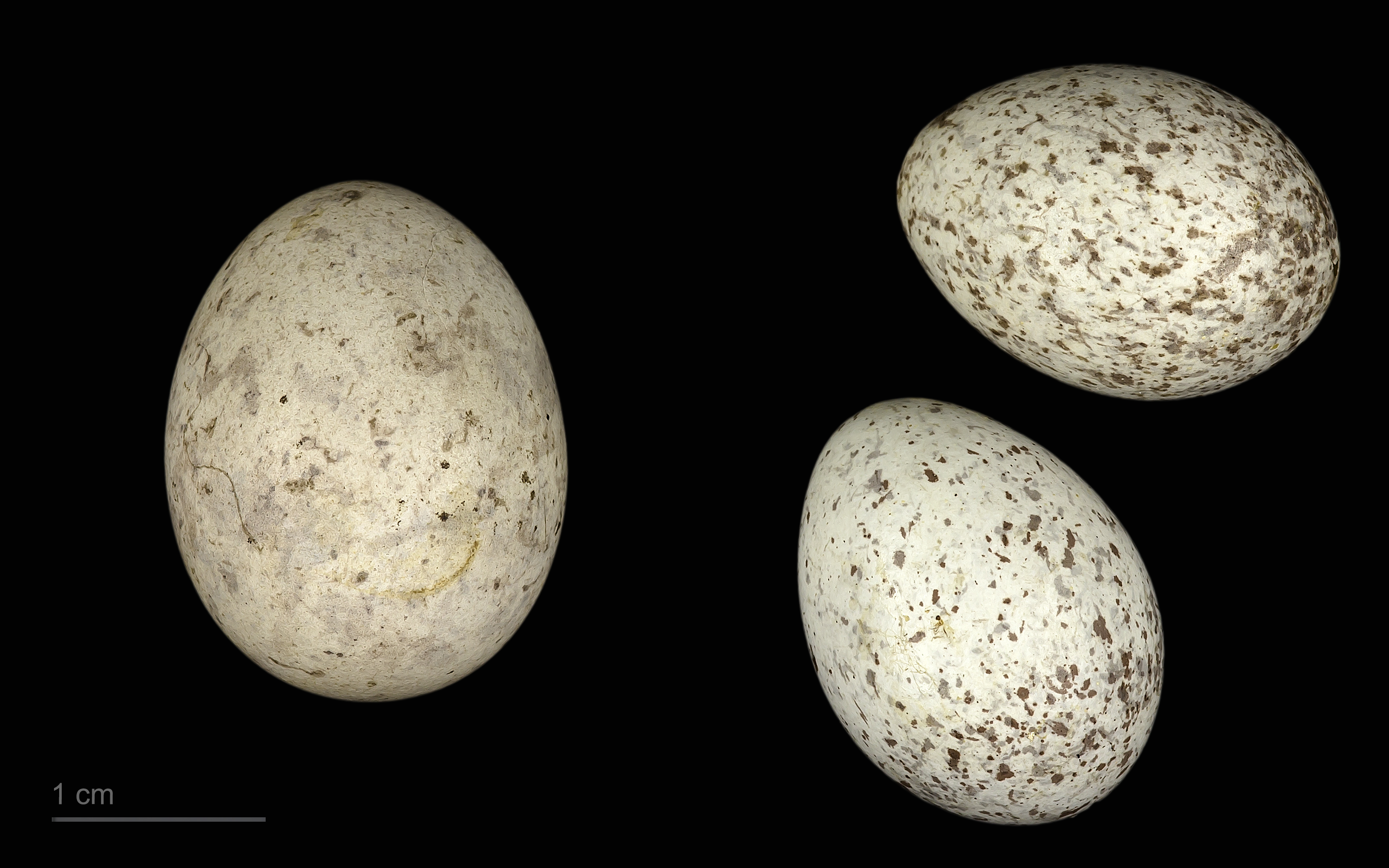
大杜鹃的卵在白鹡鸰巢中

主要品種的繁殖範圍

白鶺鴒是由卡爾·林奈於1758年在其具有里程碑意義的《自然系統》第十版Systema Naturae中首次描述的眾多物種之一，並且至今仍保留其原始名稱Motacilla alba。拉丁語中的屬名最初的意思是「小移動者」，但一些中世紀作家認為它的意思是「搖尾」，因此產生了一個新的虛假拉丁詞cilla，意為「尾巴」。 種小名alba在拉丁語中意為「白色」。
在鶺鴒屬Motacilla中，白鶺鴒的最近遺傳親屬似乎是其他黑白鶺鴒，如日本鶺鴒（Motacilla grandis）和印度鶺鴒（Motacilla madaraspatensis），以及可能還包括湄公鶺鴒（Motacilla samveasnae），其系統發生學地位仍不明確，牠們似乎形成了一個超種。然而，mtDNA細胞色素b與NADH脫氫酶亞基2的序列數據顯示，白鶺鴒本身是多系群或並系群（即該物種本身不是一個單一的連貫群體）。 其他使用mtDNA的系統發生學研究仍表明該物種內部有顯著的基因流動，這使得Motacilla alba仍被視為單一物種。 一項研究表明可能只有兩個群體：alba群，包括M. a. alba、M. a. yarrellii、M. a. baicalensis、M. a. ocularis、M. a. lugens及M. a. subpersonata；以及alboides群，包括M. a. alboides、M. a. leucopsis及M. a. personata。

## 描述

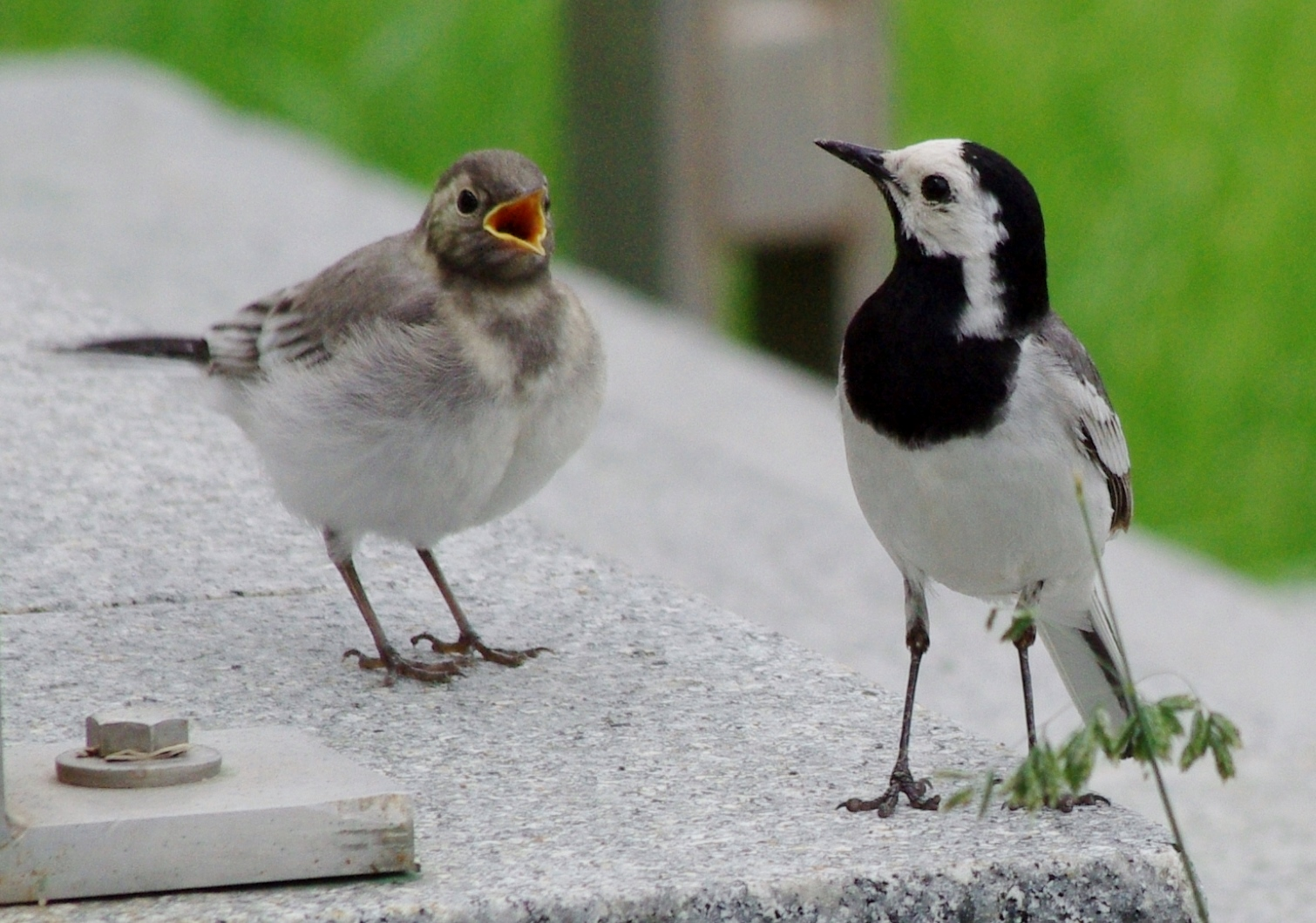
成鳥與亞成鳥, 哈薩克

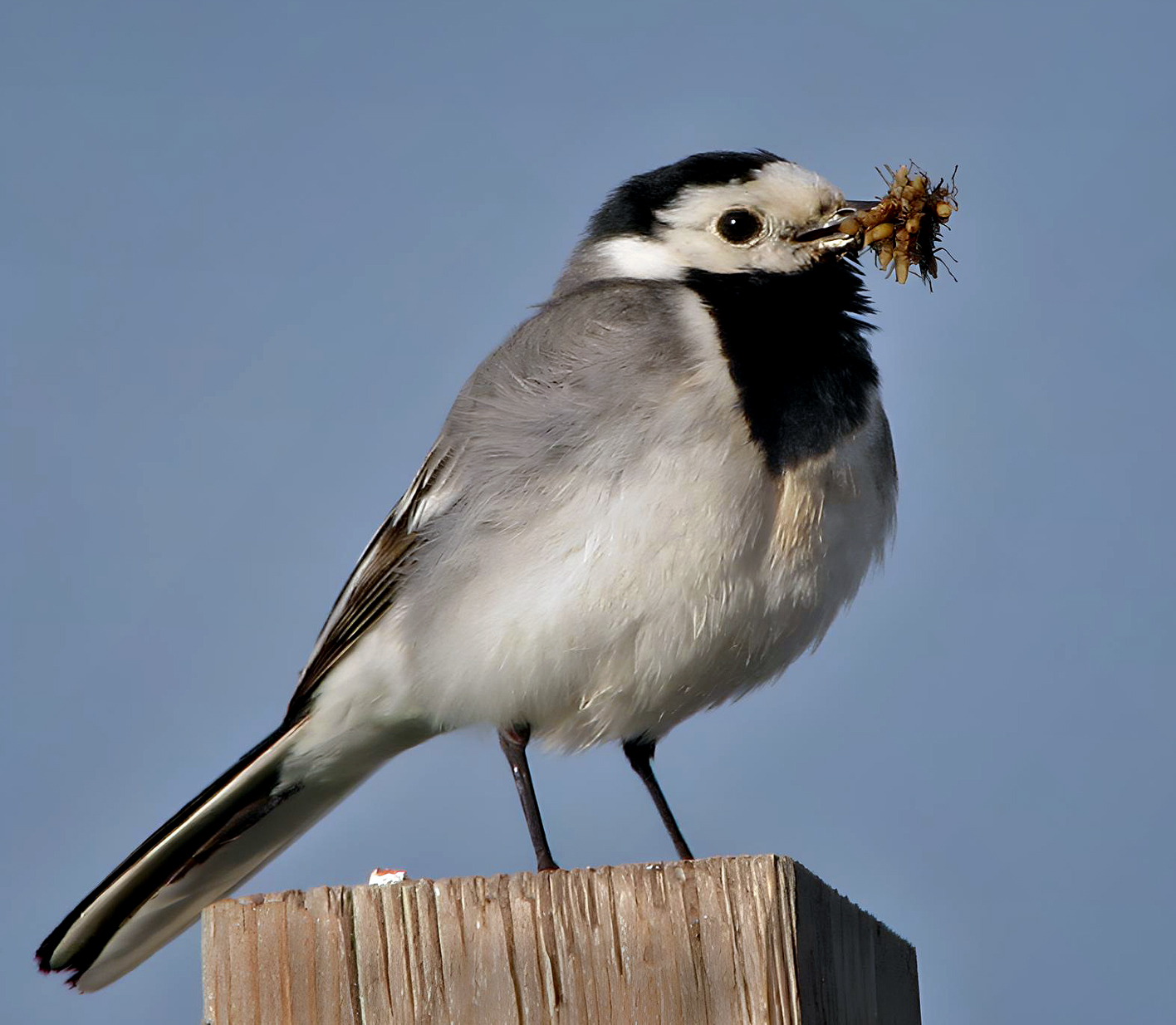
瑞典的一隻成鳥，嘴裡叼著給幼鳥的昆蟲

白鶺鴒是一種體態纖細的鳥類，體長16.5至19 cm（6.5至7.5英寸）；東亞亞種稍長，長達21 cm（8.3英寸）。牠的特徵是其長而不斷搖動的尾巴。其平均體重為25 g（0.88 oz），野外最長壽命約為12年。
還有多種其他亞種，其中一些可能是由於部分地理隔離而產生，例如英國和愛爾蘭的常住型，斑鶺鴒M. a. yarrellii，該亞種目前也在鄰近的歐洲大陸區域繁殖。斑鶺鴒因自然學家威廉·耶雷爾命名，其雄性以黑色代替指名亞種的淺灰色，雌性和幼鳥則是深灰色，但行為與指名亞種無異。其他亞種（其中一些的有效性仍有疑問）在翅膀、背部和頭部的顏色或其他特徵上有所不同。一些亞種在繁殖季節會表現出兩性異形。在印度或東南亞的越冬地可能出現多達六個亞種，牠們在這裡很難區分。 使用mtDNA的系統發生學研究表明，一些形態特徵可能已多次進化，包括背部和下巴的顏色。繁殖期的M. a. yarrellii與指名種非常相似，除了黑色的背部外，喜馬拉雅的M. a. alboides與中亞的M. a. personata僅在其黑色背部上有所區別。M. a. personata已在西喜馬拉雅山脈的克什米爾錫達爾谷記錄到繁殖。 還有觀察指出，背部和下巴在初基換羽時會變色；所有黑喉亞種在冬季會發展出白色下巴和喉部，一些黑背鳥在冬季會變成灰背。
白鶺鴒的叫聲是一種尖銳的chissick，比灰鶺鴒的聲音稍柔和。其歌聲較白鶺鴒更規律，但由於雄性用一系列接觸叫聲來吸引雌性，歌聲在領土上意義不大。

### 亞種
以下是白鶺鴒亞種在羽毛差異和分布上的資訊。一般接受九個亞種。 另外兩個亞種，M. a. dukhunensis和M. a. persica，被某些作者接受，但通常被認為是M. a. alba的同義詞。 黑背鶺鴒M. a. lugens可能是一個獨立物種。
| 亞種                | 分布範圍 | 註釋 | 圖像              |
| ------------------- | --- | --- | ----------------- |
| M. a. yarrellii     | 英國與愛爾蘭；北部地區的鳥類在冬季遷徙至西班牙和北非，南部地區的鳥類則為留鳥。 | 斑鶺鴒。背部比指名亞種更黑，喉部的黑色延伸至頸側。以撰寫《英國鳥類史》History of British Birds（1843年第一版）的威廉·耶雷爾（1784-1856）命名。 |                   |
| M. a. alba          | 從伊比利亞半島到烏拉爾山脈的歐洲地區，土耳其、黎凡特、冰島、法羅群島以及格陵蘭東部海岸。部分遷徙至南歐和非洲，最遠至肯亞和馬拉威。在英國，牠們在設德蘭群島繁殖，有時也在其他地方，並且是春季和秋季遷徙（主要來自冰島，但也來自斯堪地那維亞）的常客。 | 指名亞種 |                   |
| M. a. subpersonata  | 摩洛哥；非遷徙性留鳥 | 摩洛哥鶺鴒。頭部比指名亞種有更多黑色，類似於灰背、白喉的非洲斑鶺鴒                                                                             |                   |
| M. a. personata     | 興都庫什山脈、天山山脈、阿爾泰山脈（北伊朗、阿富汗、塔吉克、吉爾吉斯、哈薩克、新疆） | 面具鶺鴒。全黑的頭部，帶有白色臉面 |                   |
| M. a. baicalensis   | 俄羅斯貝加爾湖地區、蒙古、內蒙古 | 類似於M. a. leucopsis，但背部較灰，頭部和翅膀的白色較少。                                                                                      |                   |
| M. a. ocularis      | 西伯利亞、俄羅斯遠東聯邦管區（從中西伯利亞高原向東延伸）擴展至西阿拉斯加 | 類似於M. a. lugens，但有全灰色的臀部，背部呈現較清晰的藍灰色和深灰色。                                                                         |                   |
| M. a. lugens        | 俄羅斯遠東地區（濱海邊疆區、哈巴羅夫斯克邊疆區）、堪察加半島、千島群島、庫頁島、日本（北海道、本州） | 黑背鶺鴒或堪察加/日本斑鶺鴒，類似於M. a. yarrellii，但有黑色眼紋和白色初級飛羽；可能可被視為一個獨立物種。                                     |                   |
| M. a. leucopsis     | 中國、朝鮮半島、日本（琉球群島、九州），擴展至日本（本州）、東南亞、印度和大洋洲 | 阿穆爾鶺鴒 |                   |
| M. a. alboides      | 喜馬拉雅山脈及周邊地區 | 此亞種具有黑色的背部，頭部周圍也有大量黑色，翅膀上有白色斑紋，並且次級和三級飛羽上有白色邊緣。                                                 |                   |
| [M. a. persica]     | 伊朗中北部及西部。 | 介於M. a. dukhunensis與M. a. personata之間。現在通常被歸入alba；似乎是一個混種或過渡群體。                                                     |                   |
| [M. a. dukhunensis] | 西西伯利亞平原至裡海東部（俄羅斯、哈薩克斯坦、烏茲別克斯坦、土庫曼斯坦的一部分）；冬季在中東、印度和孟加拉越冬。現在通常被歸入M. a. alba。 | 印度斑鶺鴒。此亞種的上半身顏色較指名亞種更淡且呈藍灰色，並且在翼覆羽上有連續不間斷的白色斑紋。                                                 | M. a. dukhunensis |

## 分布與棲地
該物種在整個歐亞大陸繁殖，北至75°N緯度，僅在北極的七月等溫線低於4 °C的地區缺席。牠也在摩洛哥山區和阿拉斯加西部繁殖。牠佔據了多種棲地，但在沙漠中不存在。 白鶺鴒在其棲息範圍內較溫暖的地區（如西歐和地中海）為留鳥，但在其餘大部分範圍內為遷徙鳥。北歐的繁殖鳥類會在冬季遷徙至地中海周圍以及熱帶和亞熱帶的非洲， 而亞洲的鳥類則遷徙至中東、印度及東南亞。 北美洲種群的鳥類也會在冬季遷徙至熱帶亞洲。

## 行為與生態
該物種最顯著的習性是幾乎持續不斷地搖尾，這種特徵使得該物種，甚至其屬，獲得了其英文俗名"wagtail"。儘管這種行為非常普遍，但其原因卻不太為人所知。有人提出，這可能是為了驚動獵物，或向其他鶺鴒顯示服從。一項2004年的研究則提出，這可能是向潛在的掠食者發出警戒信號。

### 飲食與覓食
白鶺鴒的確切飲食成分因地區而異，但陸生和水生的昆蟲及其他小型無脊椎動物構成其飲食的主要部分。這些食物包括甲蟲、蜻蜓、小蝸牛、蜘蛛、蠕蟲、甲殼類動物，還有來自屍體中的蛆蟲，最重要的則是蒼蠅。 其飲食中也曾記錄到小型魚苗。在其非遷徙範圍內，白鶺鴒的飲食行為有些不同尋常，牠是一種食蟲鳥類，並在冬季持續以昆蟲為食（大多數其他溫帶的食蟲鳥類要麼遷徙，要麼轉為食用更多植物性食物）。

### 繁殖
]]

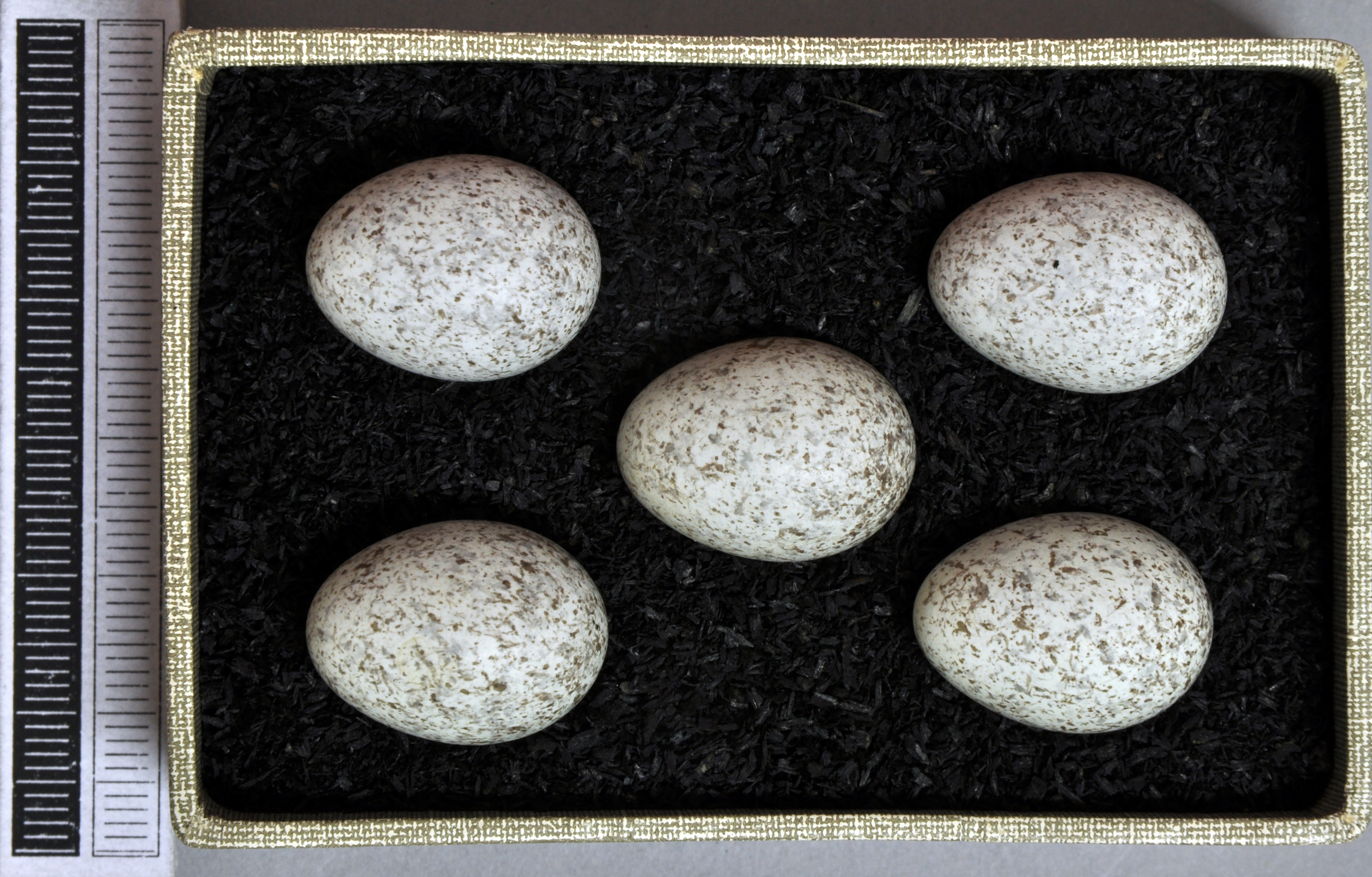
蛋, 收藏於威斯巴登博物館, 德國

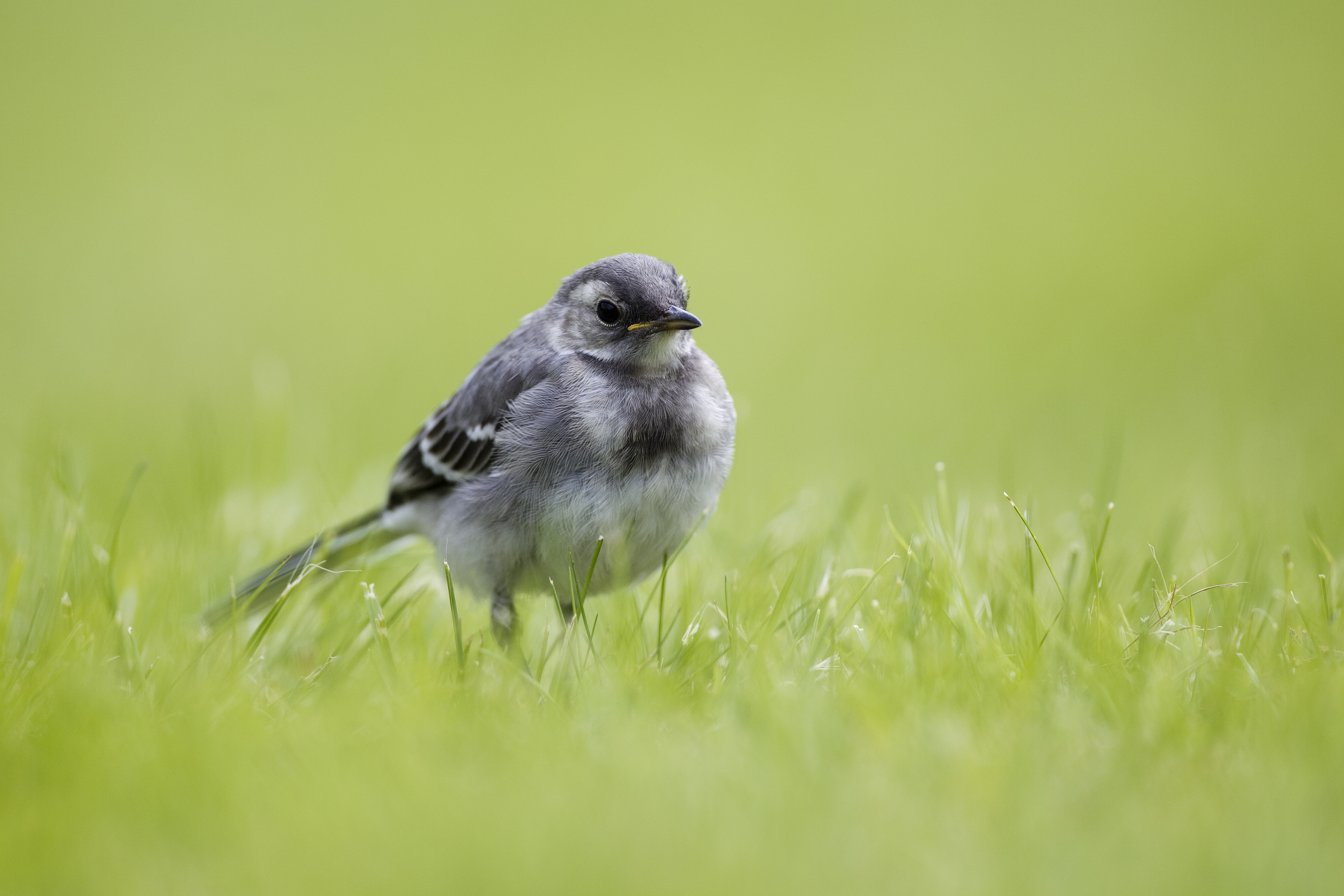
M. a. alba的亞成鳥在挪威北部，露出灰色的臉和胸部

白鶺鴒是單配偶制，並且會保衛繁殖領域。 大多數個體的繁殖季節從四月到八月，越往北繁殖季節開始得越晚。雙方都負責建造巢，雄鳥負責開始築巢，雌鳥則完成築巢。對於亞種personata的第二窩，只有雌鳥負責築巢，因為此時雄鳥仍在餵養雛鳥。 巢由樹枝、草、樹葉和其他植物材料粗略組成，並襯以包括動物毛髮等柔軟材料。巢位於河流或溝渠旁的裂縫或洞中，但該物種也已適應在牆壁、橋梁和建築物中築巢。曾發現有一個巢建在海象的頭骨中。白鶺鴒會與其他動物一起築巢，特別是，如果可行，牠們會築巢在河狸的水壩中，或者築巢在金鵰的巢中。 每窩產下3至8顆鳥蛋，通常為4至6顆。蛋為奶油色，常帶有淡淡的藍綠色或綠松石色，並有大量紅褐色斑點；其平均大小為21 mm × 15 mm（0.83英寸 × 0.59英寸）。 雙親均會孵化蛋，但通常雌鳥的孵卵時間較長，並且夜間孵卵。蛋在12天後開始孵化（有時最晚可達16天）。雙親會餵養雛鳥，直到雛鳥在12至15天後羽化，羽化後的一週內，雛鳥仍會被餵養。
儘管白鶺鴒已知是大杜鵑的宿主物種，但通常當巢被巢寄生時，白鶺鴒會棄巢。Moksnes等人推測這是因為白鶺鴒體型太小，無法將入侵的蛋推出巢外，且喙過短，無法刺破蛋以摧毀它。

## 現狀
此物種的分布範圍廣大，估計超過10 × 106平方（3.9 × 106平方英里）。其種群數量約在1.3億至2.3億之間。 雖然種群趨勢尚未被量化，但據信該物種不會接近IUCN紅色名錄中關於種群下降的標準（即在十年或三代內下降超過30%）。基於這些原因，該物種被評估為無危等級。 歐洲的種群似乎是穩定的。 該物種已很好地適應了人類對環境的改變，並利用了人類建造的結構作為巢址，以及因人類活動而增加的開闊區域作為覓食場所。 在一些城市，特別是都柏林，大群白鶺鴒在冬季集結過夜。因此，它們被評為無危。然而，牠們會被作為狩獵標的。牠們也被飼養為籠中鳥或作為食物。氣候變化可能會影響牠們的遷徙時間。

## 文化中的角色
白鶺鴒曾出現在巴林、白俄羅斯、比利時、芬蘭、喬治亞、香港、匈牙利、冰島、伊朗、愛爾蘭、以色列、澤西島、科威特、拉脫維亞、挪威、波蘭、英國和越南的郵票上。 白鶺鴒是拉脫維亞的國鳥，並經常在拉脫維亞的民謠中被提及。
斑鶺鴒有時被稱為「水鶺鴒」"water wagtail"；在愛爾蘭則被稱為「威利鶺鴒」，但不應與澳大利亞物種Rhipidura leucophrys混淆，因為兩者有相同的俗名。

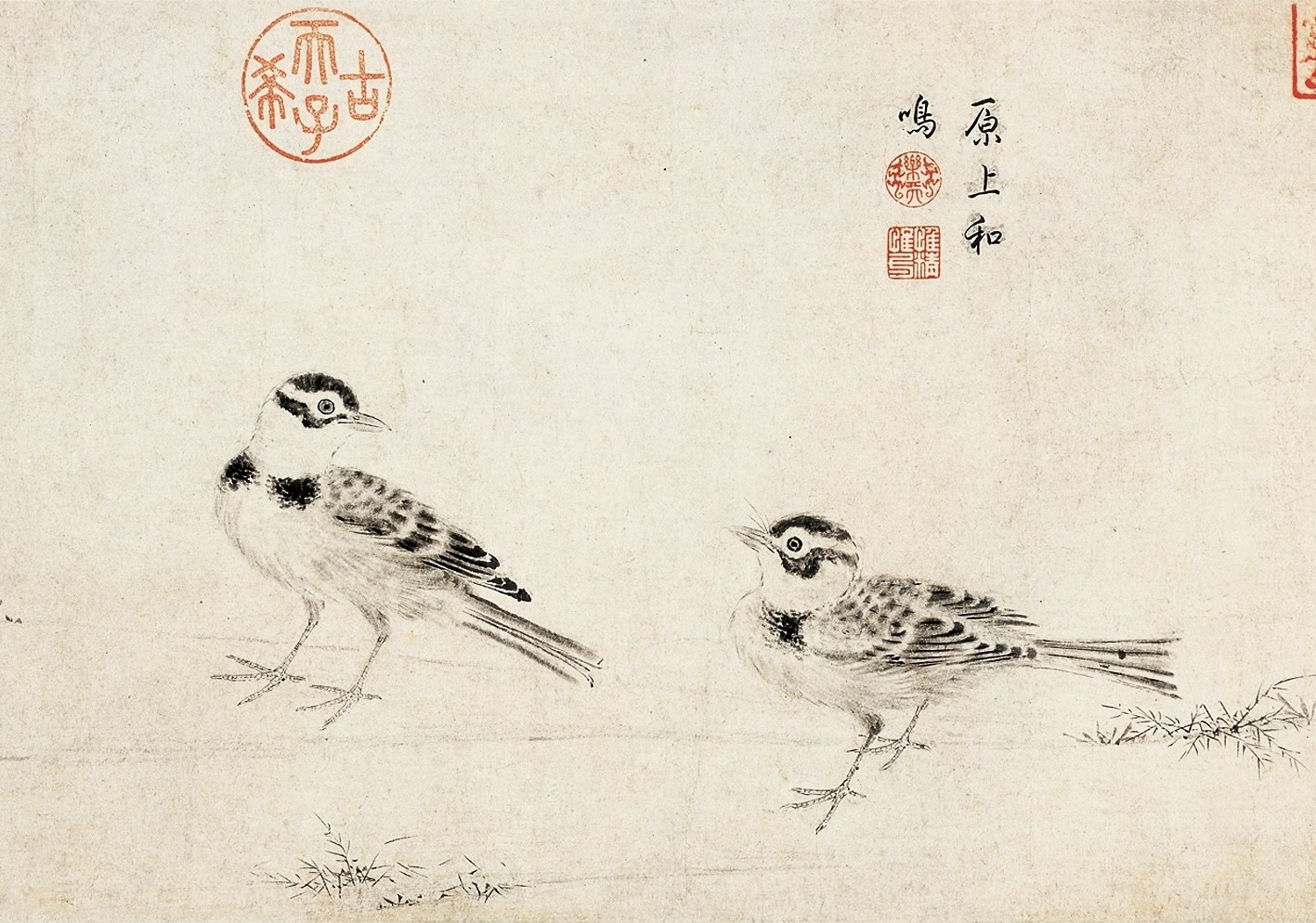
趙佶（宋徽宗）《写生珍禽图》卷描绘的白鹡鸰

## 延伸阅读
[在维基数据编辑]
 《欽定古今圖書集成·博物彙編·禽蟲典·鶺鴒部》，出自陈梦雷《古今圖書集成》

## 外部連結
- 白鶺鴒(Moticilla alba)鳴聲 （页面存档备份，存于）香港觀鳥會鳥鳴集